# Patricia Fernández Burgos
Patricia Fernández (Granada; 30 de marzo de 1978) es una cantautora española. 

## Trayectoria Artística
Patricia comienza su carrera musical a principios de 2001. Ese año nace en Granada el Movimiento musical PUERTA VERDE impulsado, en sus inicios, por Fran Reca, Fede Comín, Fran Fernández, José Antonio Delgado, César Maldonado, Pedro Chillón y Patricia Fernández. La calle Zacatín fue el primer lugar de encuentro de este grupo de cantautores que posteriormente fue creciendo. El café La Tertulia pronto se convierte en punto de encuentro de cantautores en Granada. 
Participa también en proyectos paralelos como Escuela de Música, en Jaén, y  Nómadas, artistas en movimiento, en Málaga, que pretenden difundir la canción de autor por ambas provincias. Es de Nómadas de quien recibe su primer premio, en la modalidad de cantautores, en su edición de 2001. 
En 2002, empieza a colaborar con la Universidad de Granada, que realiza conciertos por la ciudad y con la de Málaga en sus cursos de verano. Además participa durante varios años en Cantan en el Sur, organizado por la Universidad de Jaén, siendo telonera de artistas de la talla de Pedro Guerra, Olga Román, Clara Montes o la catalana Marina Rossell. 
A finales de 2002, graba su primer Cd titulado Vida en el estudio B-612 en Granada. Fran Reca realiza las grabaciones y José Antonio Delgado pone algunas guitarras y voces. Fran Fernández, Fede Comín y Nano Ramos (a la percusión) también colaboran en algunas canciones de este Cd.
De estos años surge su amistad con José Antonio Delgado, con el que realiza conciertos por toda Andalucía, Madrid y la zona de Levante. Ambos ofrecen, aún a día de hoy, conciertos compartidos en los que interpretan sus temas. 
Además de tocar en sus conciertos, acompaña como corista, en grabaciones de CD o en directo, a otros cantautores como Alfonso Moreno (en su banda) o Fran Fernández. 
Durante este tiempo ha conocido a músicos como Jorge Drexler, Tontxu, Vicente Feliú, Alejandro Filio, Javier Ruibal, Carlos Chaouen, Quique González, Inma Serrano, Javier Álvarez, Luis Pastor, Esmeralda Grao, Zahara, Joaquín Calderón, Adolfo Langa, Pedro Sosa, Diego Cantero, David Moya, Marwan, Paco Cifuentes, Alejandro Martínez, Jesús Garriga, Luis Quintana, Andrés Suárez, Gema Cuéllar o Juan Trova entre muchos otros.
En octubre de 2010 sale a la luz su segundo Cd titulado Sin miedo a volar en los estudios Sputnik y Silent Media en Sevilla. Joaquín Calderón es el encargado de realizar la producción musical de éste, rodeado de grandes músicos como Ismael Sánchez, Jose Mena, Fernando Lamadrid, Pablo Prada, Adolfo Langa, José Antonio Delgado. Es un disco más maduro y elaborado que llega justo cuando se van a cumplir 10 años en la carrera musical de la cantautora.
Actualmente compagina su trabajo de maestra-psicopedagoga con sus conciertos y continúa subiéndose a los escenarios por toda la geografía española.

## Premios
Los certámenes y los premios se van intercalando durante todos estos años: 
- 1º premio en NÓMADAS 2001 (Málaga)

- Premio al “mejor acompañamiento musical”  en el  CERTAMEN DE ELCHE 04,  finalista en 07 y semifinalista en 05

- 2º premio en el FESTIVARCHENA 07 (Archena-Murcia)

- 2º clasificada en ESPACIO LIBRE 02 (Granada)

- 4º clasificada en el CERTAMEN DE ALMENSILLA 08 (Sevilla)

- Finalista en el FESTIVAL EN MARCHA 10 (Cádiz)

- Finalista en el CERTAMEN DE ESPLUGUES DE LLOBREGAT 08 (Barcelona)

- Finalista en el CERTAMEN VILLA TROVADORA 07 (Milagro-Navarra)

- Finalista en el CERTAMEN DE MELILLA 02 y 03 y semifinalista en el 04, 06 y 07

- Semifinalista en el CERTAMEN DE HORTA-GUINARDÓ 09 (Barcelona)

- Semifinalista en el CERTAMEN DE CANCIÓN DE AUTOR del IAJ 01 y 06

- Semifinalista en el CERTAMEN DEL PAY PAY 07 y 08 (Cádiz)

- Semifinalista en el  CERTAMEN DE ALAMEDA 03 (Málaga)

## Discografía
- Vida (2002)
  - 1. Vida
  - 2. Si no te tengo
  - 3. Donde tu voz pare el tiempo
  - 4. Perdida en ti
  - 5. Tu amor sin fin
  - 6. Camino de regreso
  - 7. Si supieras
  - 8. Uniendo nuestras vidas
  - 9. Lento baile
  - 10. Morfeo
  - 11. Un par de alas

- Sin miedo a volar (2010)
  - 1. Otro amanecer
  - 2. Se me perdieron las palabras
  - 3. Sin miedo a volar
  - 4. Habitando en tu piel
  - 5. Donde tu voz pare el tiempo
  - 6. Mírate, mírame
  - 7. Quiero ser
  - 8. Cuando duerme la ciudad
  - 9. Aún nos quedan razones
  - 10. No me mato más por ti